# سلسلة سوني إكسبيريا زد

شعار سلسلة سوني إكسپيريا؛ السلسلة الأم لسلسلة إكسپيريا زد

سلسلة سوني إكسپيرا زد (Sony Xperia Z) هي سلسلة تتكون من أعلى الأجهزة من حيث العتاد في سلسلة أجهزة إكسپيريا التي تعمل بنظام أندرويد.
أول جهاز في هذه السلسلة؛ إكسپيريا زد الذي كُشف عنه في 2013 كان أول هاتف بنظام أندرويد مقاوم للماء. قامت بعدها الشركات الأخرى مثل سامسونگ بإصدار نسخة مُحسَّنة من هاتفها گلكسي إس 4 تحمل ميزة مُقاومة الماء تحت اسم گلكسي إس 4 أكتڤ.
هاتف إكسپيريا زد3 يحمل مقاومة للماء والغبار بدرجة IP68 وهي أعلى درجة في هاتف ذكي، متغلبًا بذلك على جميع الأجهزة الأخرى مثل گلكسي إس 5

## الهواتف

### إكسبيريا زد
هاتف إكسپيريا زد هو أول هاتف وجهاز في سلسلة إكسبيريا زد الراقية. كُشف عن الهاتف في معرض CES 2013. الهاتف يمتلك شاشة ذات دقة عالية بالكامل (FHD) بقطر 5 إنچ وذاكرة وصول عشوائي (RAM) تبلغ 2 گ.ب ومعالج رباعي النواة، بالإضافة إلى مقاومة الماء والغبار. فاز الهاتف بجائزة «أفضل هاتف ذكي» و«أفضل العروض» في المعرض. حسب الموظف الإداري في سوني ماكدوگال، فإن مبيعات الهاتف كانت قويَّة جدًّا. وقد باع في اليابان وحدها أكثر من 150 ألف جهاز في أول أسبوع له، واستحوذ على ما نسبته 24% من السوق مباشرة.
هاتف إكسپيريا زدآر هو نسخة متسوسطة المواصفات من هاتف إكسپيريا زد. إكسپيريا زدإل هو هاتف يحمل نفس مواصفات إكسپيريا زد عدا مقاومة الماء والغباء، كما أنه يمتلك سعة بطارية أكبر.

### إكسبيريا زد1
أُعلن عنه لأول مرة في IFA 2013 في برلين، سوني إكسپيريا Z1 هاتف ذكي مُقاوم للغبار والماء بدرجتي IP55 و IP58 . الميزة الرئيسية للجهاز هي الكاميرا ذات دقة 20.7 ميگاپكسل، مُرفقًا بعدسة سوني G lens وخوارزمية مُعالجة الصور المُسماة BIONZ. كما في خلَفه، إكسپيريا زد، هاتف إكسپيريا زد1 يتميز بزجاج مُخفَّف مُغطّى بغشاء غير قابل للكسر في الجانبين الأمامي والخلفي وُمتماسك عبر طبقة من الألمنيوم. الهاتف أتى بآخر معالجات كوالكوم؛ سنابدراگون إس800 رباعي النواة بتردد 2.2 گيگا هرتز و2 گيگابايت من الرام. كما يتحتوي الهاتف أيضًا على شاشة سوني براڤيا ومُحرِّك X-Reality من أجل رؤية أفضل للصور والڤيديو.

## مقارنة

### الهواتف
| اسم الجهاز الرمزي | اسم الجهاز        | تاريخ الإصدار | نسخة أندرويد عند الإصدار | شريحة النظام/SoC | ذاكرة الوصول العشوائي | ذاكرة داخلية                                         | العرض            | الوزن | البطارية (ملي أمبير/ساعة) | إصدار البلوتوث | الواي-فاي                      | NFC  | الكامرا                             | الشبكة                                                                         | درجة مقاومة الماء والغُبار                                                      |             |
| ----------------- | ----------------- | ------------- | ------------------------ | --- | --------------------- | ---------------------------------------------------- | ---------------- | ----- | ------------------------- | -------------- | ------------------------------ | ---- | ----------------------------------- | ------------------------------------------------------------------------------ | ------------------------------------------------------------------------------ | ----------- |
| Yuga]]            | Xperia Z          | 2013-02       | 4.1 / 4.2                | 1.5 GHz Qualcomm كوالكوم سناب دراغون APQ8064, quad-core                                                                   | 2 گ.ب                 | 16 گ.ب                                               | 5" FHD           | 146g  | 2330                      | 4.0            | 802.11a/b/g/n, مزدوج النطاق    | يدعم | الخلفية: 13.1 م.پ الأمامية: 2.2 م.پ | النظام العالمي للإتصالات المتنقلة / وصول سريع ومدعم للبيانات / تطور طويل الأمد | (IP57)                                                                         |             |
| Honami]]          | Xperia Z1         | 2013-10       | 4.2                      | 2.2 GHz Qualcomm كوالكوم سناب دراغون 8274, quad-core (non-LTE) 2.2 GHz Qualcomm كوالكوم سناب دراغون 8974, quad-core (LTE) | 2 گ.ب                 | 16 گ.ب                                               | 5.0" FHD         | 170g  | 3000                      | 4.0            | 802.11a/b/g/n/ac, مزدوج النطاق | يدعم |                                     | الخلفية: 20.7 م.پ الأمامية: 2 م.پ                                              | النظام العالمي للإتصالات المتنقلة / وصول سريع ومدعم للبيانات / تطور طويل الأمد | (IP58)      |
| Amami]]           | Xperia Z1 كومباكت | 2014-02       | 4.3                      | 2.2 GHz Qualcomm كوالكوم سناب دراغون 8274, quad-core                                                                      | 2گ.ب RAM              | 16 گ.ب                                               | 4.3" HD          | 137g  | 2300                      | 4.0            | 802.11a/b/g/n/ac, مزدوج النطاق | يدعم |                                     | الخلفية: 20.7 م.پ الأمامية: 2 م.پ                                              | النظام العالمي للإتصالات المتنقلة / وصول سريع ومدعم للبيانات / تطور طويل الأمد | (IP58)      |
| Sirius]]          | Xperia Z2         | 2014-03       | 4.4                      | 2.3 هرتز كوالكوم سناب دراقون 801 8274, quad-core                                                                          | 3 گ.ب                 | 16 گ.ب خارجية: يدعم حتى 128 گ.ب ميكروإس دي/HC        | 5.2" FHD IPS LCD | 158g  | 3200                      | 4.0            | 802.11a/b/g/n/ac, مزدوج النطاق | يدعم |                                     | الخلفية: 20.7 م.پ الأمامية: 2.2 م.پ                                            | النظام العالمي للإتصالات المتنقلة / وصول سريع ومدعم للبيانات / تطور طويل الأمد | (IP58)      |
| Leo]]             | Xperia Z3         | 2014-09       | 4.4                      | 2.5 هرتز كوالكوم سناب دراقون 801 8974, quad-core                                                                          | 3 گ.ب                 | 16 گ.ب خارجية: يدعم حتى 128 گ.ب ميكروإس دي/HC 32 گ.ب | 5.2" FHD IPS LCD | 152g  | 3100                      | 4.0            | 802.11a/b/g/n/ac, مزدوج النطاق | يدعم |                                     | الخلفية: 20.7 م.پ الأمامية: 2.2 م.پ                                            | النظام العالمي للإتصالات المتنقلة / وصول سريع ومدعم للبيانات / تطور طويل الأمد | (IP65 و 68) |
| Aries             | Xperia Z3 كومباكت | 2014-09       | 4.4                      | 2.5 هرتز كوالكوم سناب دراقون 801 8974, quad-core                                                                          | 2 گ.ب                 | 16 گ.ب خارجية: يدعم حتى 128 گ.ب ميكروإس دي/HC        | 4.6" HD          | 129g  | 2600                      | 4.0            | 802.11a/b/g/n/ac, مزدوج النطاق |      | الخلفية: 20.7 م.پ الأمامية: 2.2 م.پ | النظام العالمي للإتصالات المتنقلة / وصول سريع ومدعم للبيانات / تطور طويل الأمد | (IP65 و 68)                                                                    |             |